# Lobocheilos erinaceus
Lobocheilos erinaceus är en fiskart som beskrevs av Maurice Kottelat och Tan 2008. Lobocheilos erinaceus ingår i släktet Lobocheilos och familjen karpfiskar. Inga underarter finns listade i Catalogue of Life.